# هولجر كيرشكي
هولجر كيرشكي (بالألمانية: Holger Kirschke)‏ (مواليد 15 نوفمبر 1947) هو سبّاح ألماني، مثّل بلاده في الألعاب الأولمبية الصيفية 1964.

## روابط خارجية
هولجر كيرشكي على موقع الاتحاد الدولي للسباحة (الإنجليزية)
- هولجر كيرشكي على موقع أوليمبيديا (الإنجليزية)